# 伍珀塔尔
伍珀塔尔（德語：[ˈvʊpɐtaːl] ⓘ）是德国北莱茵-威斯特法伦州山城地区的一座非县辖城市。在地理位置上，它位于“莱茵-鲁尔”城市群的几乎正中央与“鲁尔工业区”的南部，杜塞尔多夫区的邻市（约西部30公里），距离科隆约40公里，距离埃森约23公里。伍珀塔尔人口约有360,000，是该州十大城市之一。
伍珀塔尔市在1929年8月1日由埃尔伯费尔德、巴门及所辖的城区Cronenberg、Ronsdorf、Vohwinkel与东部的Beyenburg合并而成，当时叫巴门-埃尔伯费尔德。1930年，结合民意改名为伍珀塔尔（Wuppertal）。在德文中，Wupper是城市所在地的一条河的名字，tal是山谷的意思。

## 地理

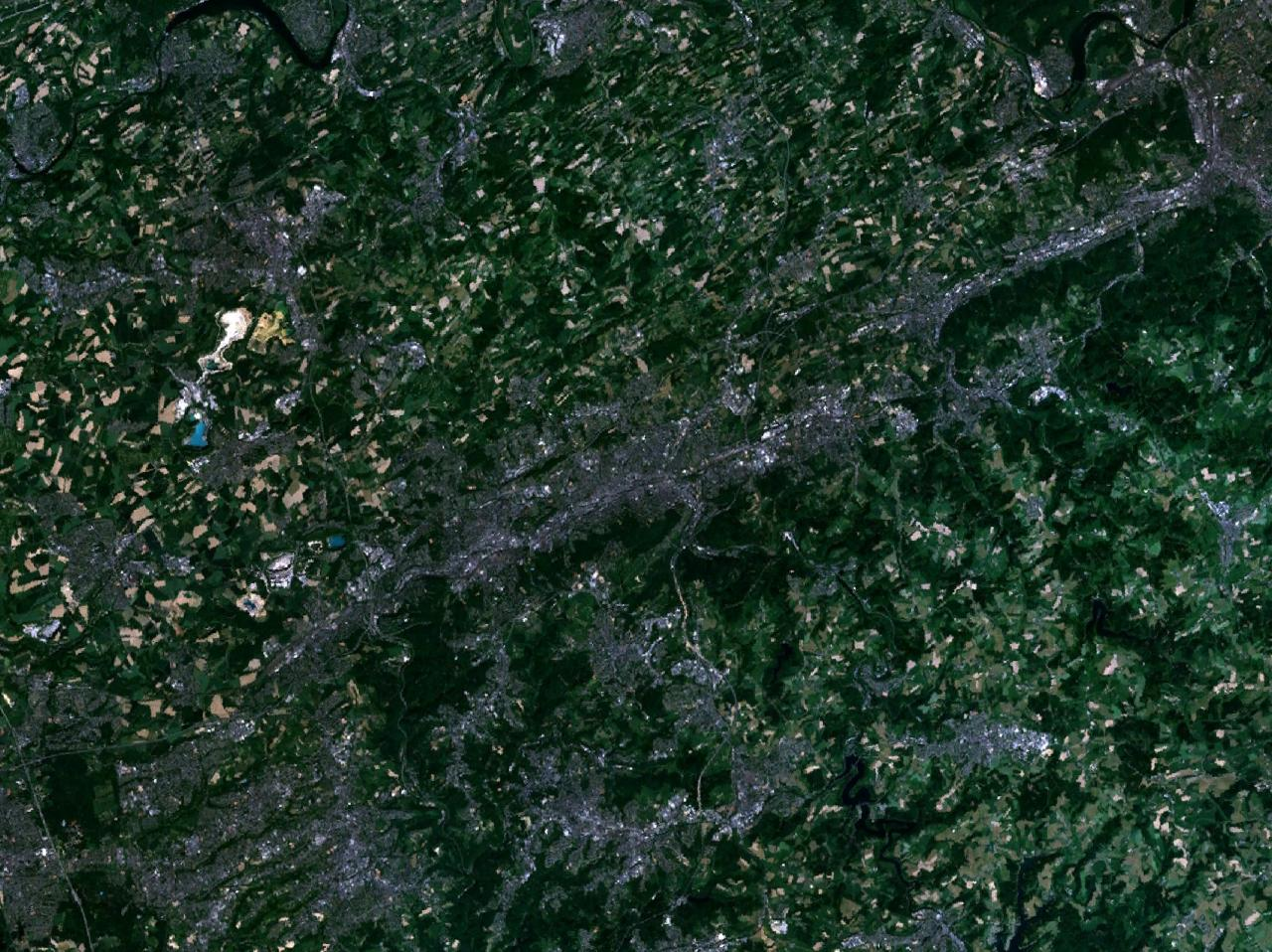
全景图

伍珀塔尔座落于伍珀河畔。因为城区高低差别大，这里有很多的台阶与陡峭的街道，这样伍珀塔尔成为德国有最多公共台阶的城市。城市周长约94.5公里，伍珀河流经市区段约为33.9公里。城市最高点是海拔350公尺的Lichtscheid，城市最低点則是伍珀河畔的Müngsten（海拔100公尺）。

## 历史
最早是在公元前1000年有人进入了这个地区。2003年，人们在埃尔伯费尔德的Deweerthschen Garten中两处地点发现了三米长的铁器时代的陶器碎片。今日的伍珀塔尔地区，约在一世纪時就有人活動的跡象。还早在后来的“鲁尔工业区”发展起来之前，巴门-埃尔伯费尔德在19世纪末期已经是德意志帝国最大的经济中心。許多採矿、鐵路交通运输路线都穿过城区。現在到哈根市的联邦七号大道（Bundesstraße 7）在当时是普鲁士最固定的要道之一。 
到巴门-埃尔伯费尔德的铁路工程在很早的时候就连接了杜塞尔多夫，科隆与哈根。很多地方还都有接向该城区的各自的路线。这里曾经还负载很大的原材料运输量，并为运送货物与产品到全世界起到很重要的作用。巴门-埃尔伯费尔德铁路网是当时德意志帝国四大铁路网之一，这个铁路网从西南向从哈根到杜塞尔多夫，南北向从埃森到韦默尔斯基兴。
在1900年左右，小型铁制手工物品与纺织工业及引人睹目的商业为这两个城市带来了强大的增长。1929年8月1日，巴门城与埃尔伯费尔德合并。
1934年，基督教下的反对者们在巴门城信仰会议上聚在了一起，为了反对阿道夫·希特勒。在卡尔·巴特的思想下，改革教会，信义宗，联合教会建立的宣信会并完成了巴门城宣言（Barmer Erklärung），这是教会拒绝纳粹统治的一个重要文件。
在第二次世界大战期间，伍珀塔尔市受到盟军两次袭击，数千人死亡。鉴于其工业基础，市民们有了一个很好的开端对城市进行重建。纺织工业直到1970年代一直是该市的经济基础，纺织业市场逐渐全球化，于是纺织工业在伍珀塔尔已没有重要意义。
1975年，伍珀塔尔进行了地域重构，有了今天的区域面积。

### 宗教
宗教在伍珀塔尔社会曾经远超过了城市的边界，虔诚教派与宗别非常多样化。如Ronsdorf整个城区曾经是由各种其他宗教人群组成。
今日的伍珀塔尔地区的天主教属于科隆教區，拥有圣老楞佐圣殿（德语：Basilika St. Laurentius）。
1566年，Peter Loh将改革宗教会的宗教改革带到了伍珀塔尔。1625年到1657年，西班牙驻军禁止了新教的礼拜活动。1690年起，该市还有过路德教会，1847年起，有过一个荷兰改革教会。埃尔伯费尔德在被普鲁士接管后，这里的的新教与路德教会均被杜塞尔多夫的教会法庭所纳入，接下来是纳入了科隆的，最后于1822年纳入了Kolbenz，当时莱茵地方教堂（今天的Evangelische Kirche im Rheinland）所在地。
在巴门城，在被多次殖民后，宗教改革于16世纪被引入。
在今日伍珀塔尔的其他城区，大多也是于16世纪有了改革宗教会的宗教改革。后来有过路德教会。但在如Beyenburg与Vohwinkel，宗教改革与路德教会却出现得相对较晚，分别是1854年与1886年。
在国家社会主义时期，伍珀塔尔的巴门城因为那场于1934年5月29日到31日的宗教会议而出了名。这里诞生的《巴門宣言》（德：Barmer Theologische Erklärung；英：The Barmen declaration）成为新教的信仰基础。

## 政治
早在1444年，埃尔伯费尔德就有了城市基本法以及相应的一名市长（Bürgermeister），一个市议会，一名治安官与陪审团。1610年起由一位爵士阶层的长官带领一年一度5月1日的选举，从而产生市长，参议员等同等级的职员。1807年，市政府成为法国模式，1845年成为莱茵地区模式，1857年莱茵城市模式。城市最高的职位是市长（Oberbürgermeister）。
巴冕城在1808年有了市基本法与相应的一名最高领导人与另外两名相应等级职员与20名市议员。该市于1809年由一名Maire（法文：市长）执政，后来有了市长（Bürgermeister）。
在两城区合并成为巴门-埃尔伯费尔德（1930年起称伍珀塔尔）之后，城市由之前的巴冕城市长执政。在国家社会主义时期，市长由纳粹党取代。第二次世界大战结束后，市长由英占领区军政府重新指定并于1946年在该市依照英国模式建立了公共宪法。接下来有了一个由民众选出的「市议会」。市议会在一开始从其中间选出市长作为名义上的城市主席与代表。1946年起，由市议会同样选出了专任的城市领导人，作为市政府的领导者。1996年后，就只有专职市长这一职务了，他是市议会的主席者，也是市政府与该市的代表。后来的市长由民众直接选举。

## 文化与景点

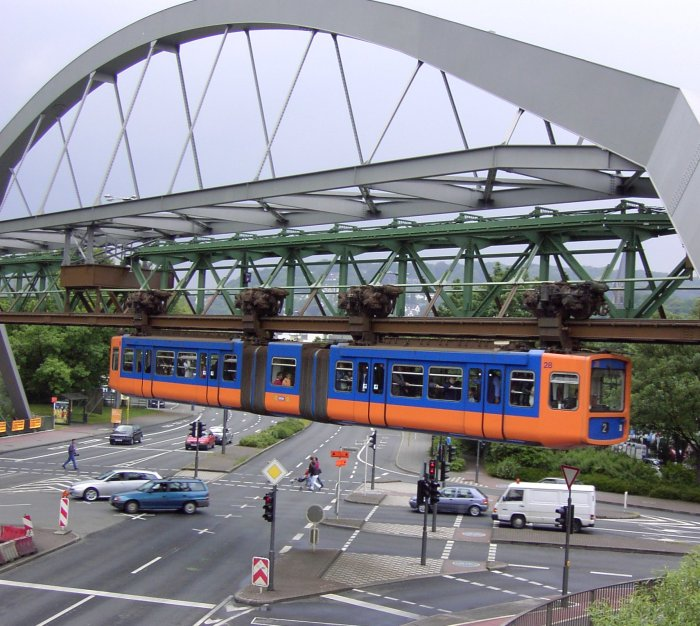
伍珀塔尔悬挂式列车

埃尔伯费尔德新市场（Neumarkt）的纪念喷泉

恩格斯故居前

伍珀塔尔共有4,500座以上历史建筑，位居全州第二。其最具代表性的建筑风格，包括新古典主义、折衷主义、历史主义、新艺术运动和包豪斯。美国有线电视新闻网（CNN）推荐伍珀塔尔作为2020年全球20个景点之一，因为这里有伍珀塔尔悬空缆车、建筑的多样性，还有Nordbahntrasse，这是一条穿越城市的22公里（14英里）长的自行车路线。

### 悬挂列车
伍珀塔尔悬挂式列车是伍珀塔尔最吸引人的著名景点，这是全球独一无二的悬挂式单轨铁路，自1901年开始营运，轨道位于街道上方8米处和乌帕河上方12米处。列车轨道长13.3公里。其支撑架于2004年被延伸同时保持了历史工艺，同时其车站进行了现代化改建。这样，伍泊塔尔的悬挂列车成为了有着超过100年历史但又非常现代安全与快速的短途交通系统，日载客量超过70,000人。

### 博物馆
- 冯德海特博物馆（Von-der-Heydt-Museum）的特别收藏主要是伍珀塔尔19/20世纪工业时期的私人馈赠。这里还保护与收藏了20世纪早期的杰出艺术品。
- 早期工业化博物馆（Museum für Frühindustrialisierung）和恩格斯故居（Engels-Haus）记录了19世纪上半叶欧洲工业革命的开始。
- 山城有轨电车博物馆（Bergische Straßenbahnmuseum）
- 伍珀塔尔圣经博物馆（Bibelmuseum ）
- 钟表博物馆（Uhrenmuseum）
- 富尔罗特博物馆（Fuhlrott-Museum）
- 民族学博物馆（Völkerkundemuseum）

### 教堂
- 天主教圣老楞佐圣殿

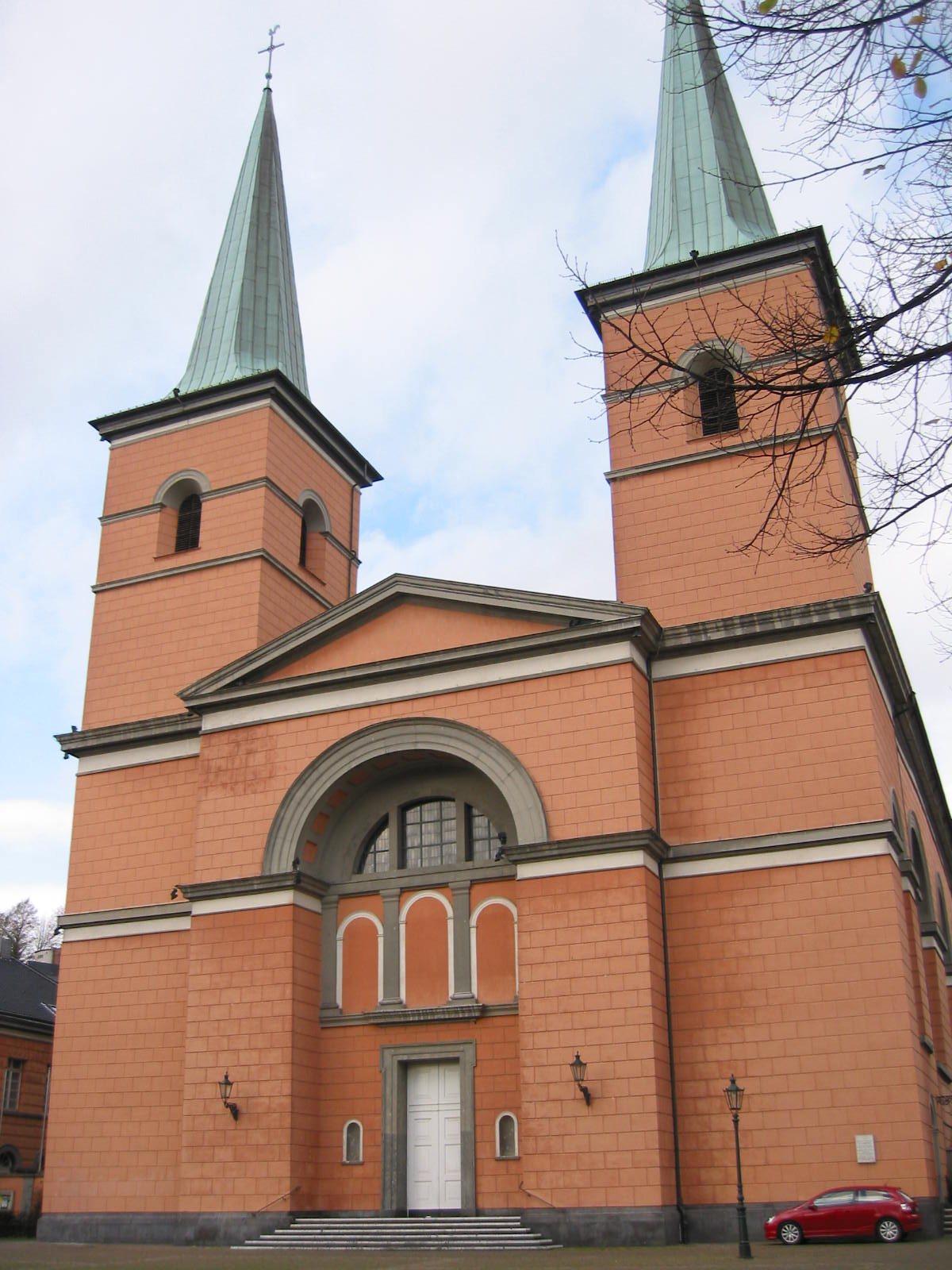
圣老楞佐圣殿

- 老犹太会堂（ Begegnungsstätte Alte Synagoge）

### 阶梯

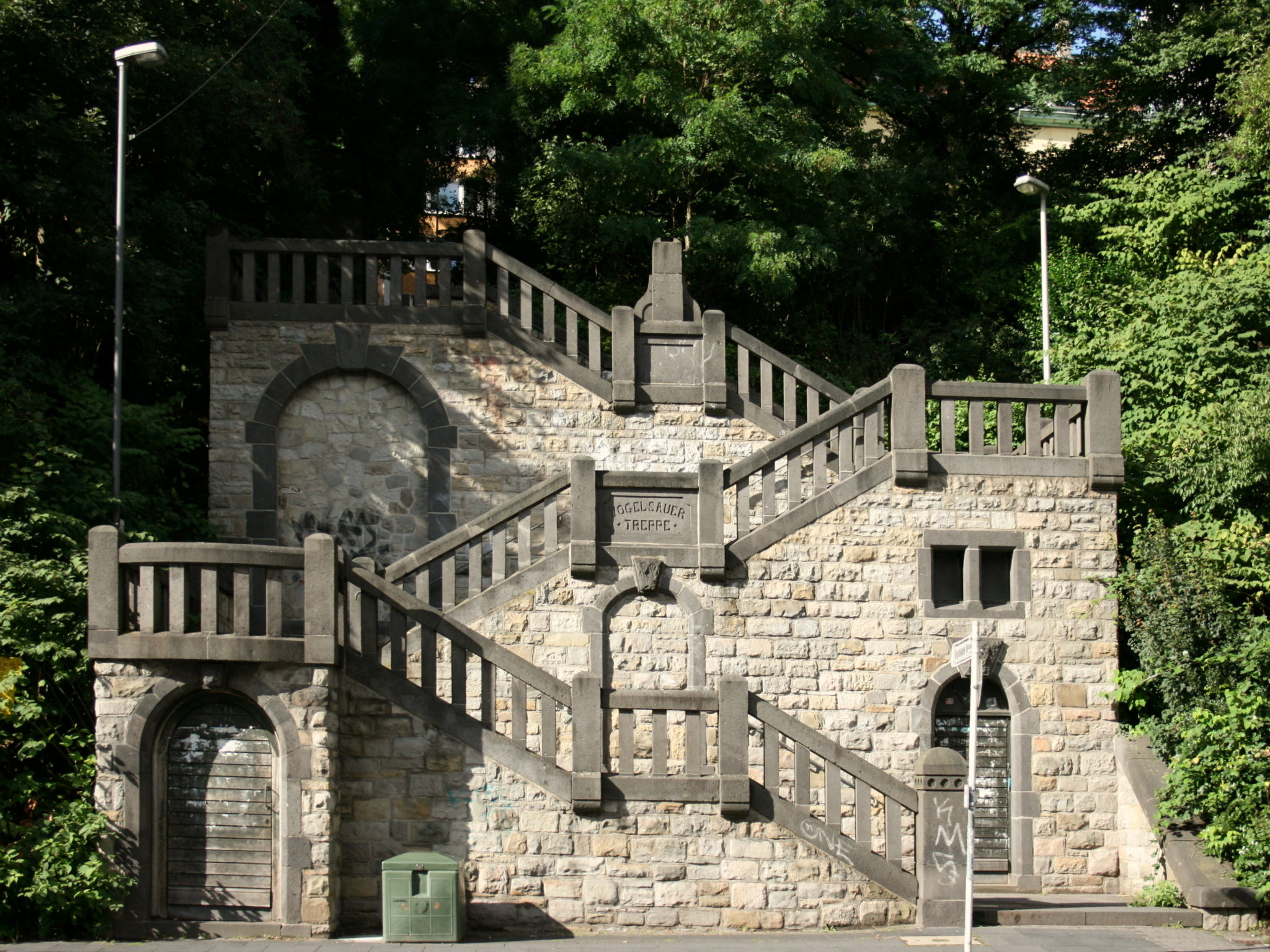
沃格尔绍阶梯

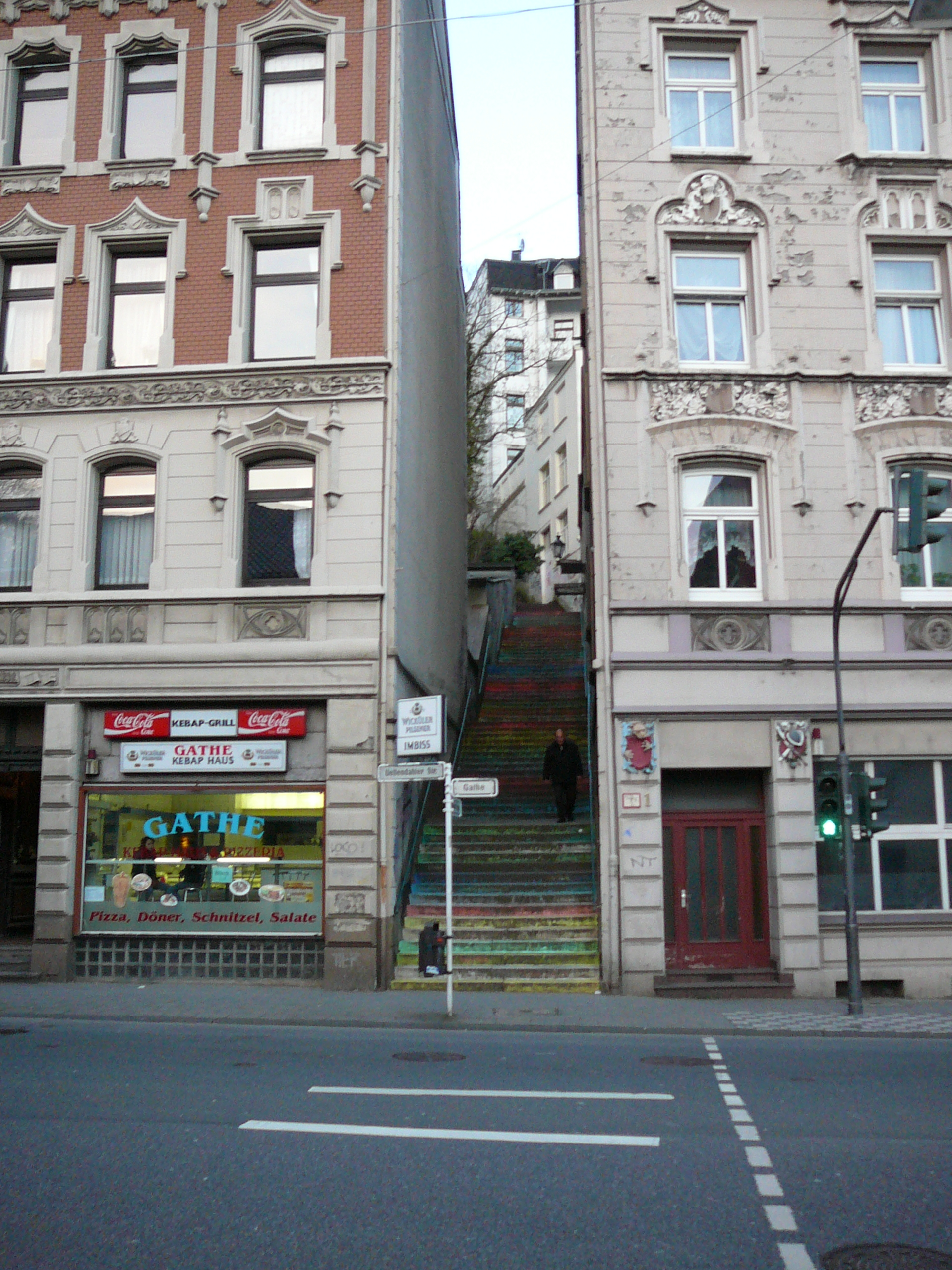
荷尔斯泰因阶梯

- 沃格尔绍阶梯
- 荷尔斯泰因阶梯
- 迪克-伊巴赫阶梯
- 雅各布阶梯

### 戏剧与音乐

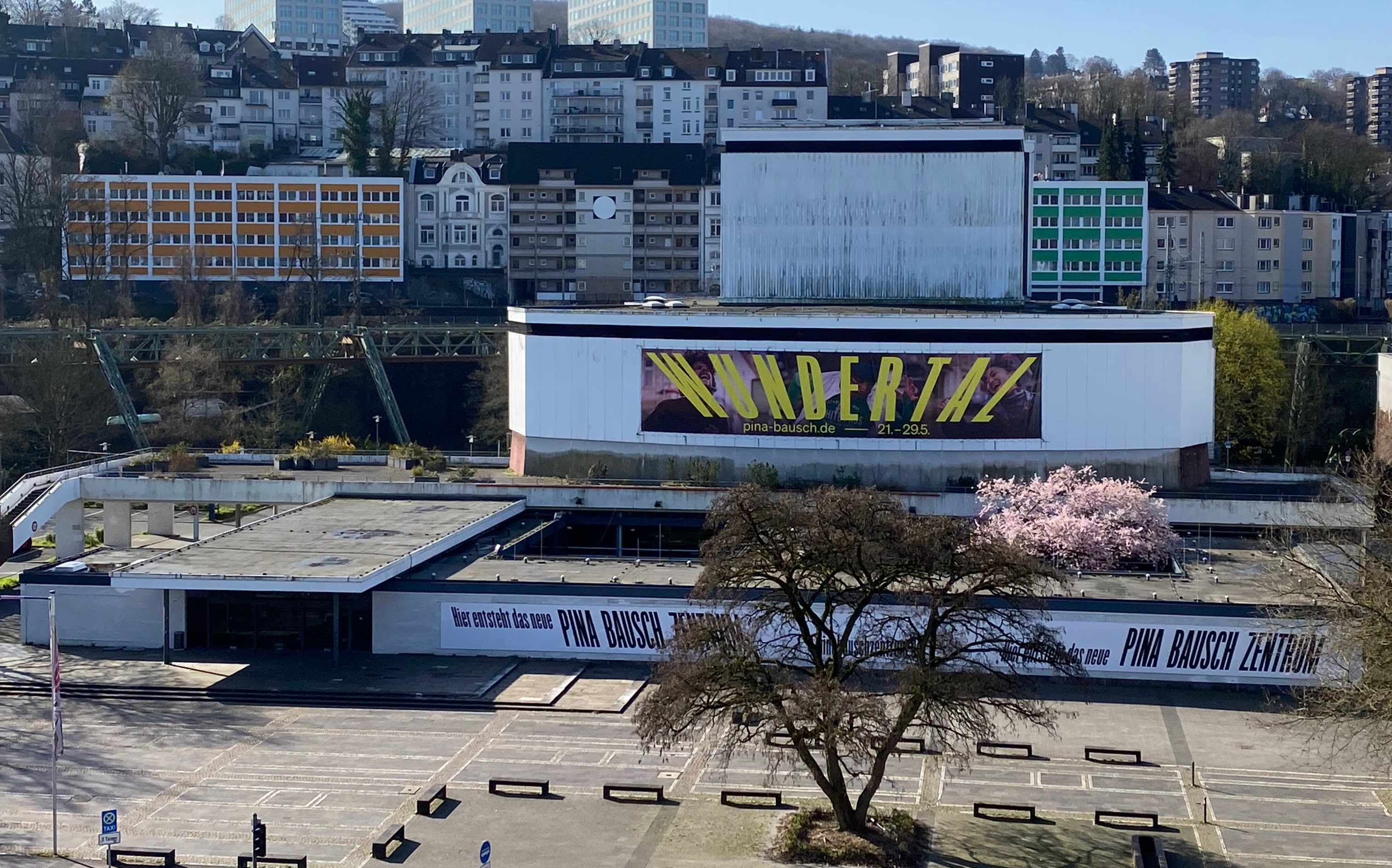
伍珀塔尔演出中心

- 伍珀塔尔歌剧院：属于伍珀塔尔剧团，于1907年在当时的巴门市修建，这座剧院在二战中被严重破坏，在1956年得到了重建，2006 年至 2009 年期间再次修复。

- 伍珀塔尔演出中心（das Schauspielhaus）位于埃尔伯费尔德，建于1966年，这里除了歌剧与戏剧，还有世界知名的先锋舞蹈剧团：皮娜·鮑什伍珀塔尔舞剧院（Tanztheater Wuppertal Pina Bausch）。

- 伍珀塔尔城市大厅（Stadthalle Wuppertal，欧洲最佳声效及最具建筑美观性的音乐礼堂之一）

### 其他
- 植物园
- 动物园（Zoo Wuppertal）
- 酿酒坊（Brauhaus）

## 友好城市
| - 以色列贝尔谢巴 - 德国柏林 - 斯洛伐克科希策 |  | - 波兰莱格尼察 - 俄羅斯叶卡捷琳堡 - 尼加拉瓜马塔加尔帕 - 法国圣艾蒂安 |  | - 德国什未林 - 英国南泰恩赛德 - 中国新乡市 |

## 外部連結
- 官方网站  （德語）
- （德語和英語） Wuppertal, Information | Photos （页面存档备份，存于）
- 维基导游上有關伍珀塔尔的旅行指南
- 伍珀塔尔大學官網 （页面存档备份，存于）